# Stanić Rijeka (Federacja Bośni i Hercegowiny)
Stanić Rijeka – wieś w Bośni i Hercegowinie, w Federacji Bośni i Hercegowiny, w kantonie tuzlańskim, w gminie Doboj Istok. W 2013 roku liczyła 701 mieszkańców, z czego większość stanowili Boszniacy.